# 카를 에드바르 로트비트
카를 에드바르 로트비트(덴마크어: Carl Edvard Rotwitt, 1812년 3월 2일~1860년 2월 8일)는 덴마크의 정치인이다. 1853년 6월 12일부터 1859년 12월 2일까지 덴마크 의회 의장을 역임했으며 1859년 12월 2일부터 1860년 2월 8일 병으로 사망할 때까지 제7대 덴마크의 총리를 역임했다.